# Pieria-Gebirge

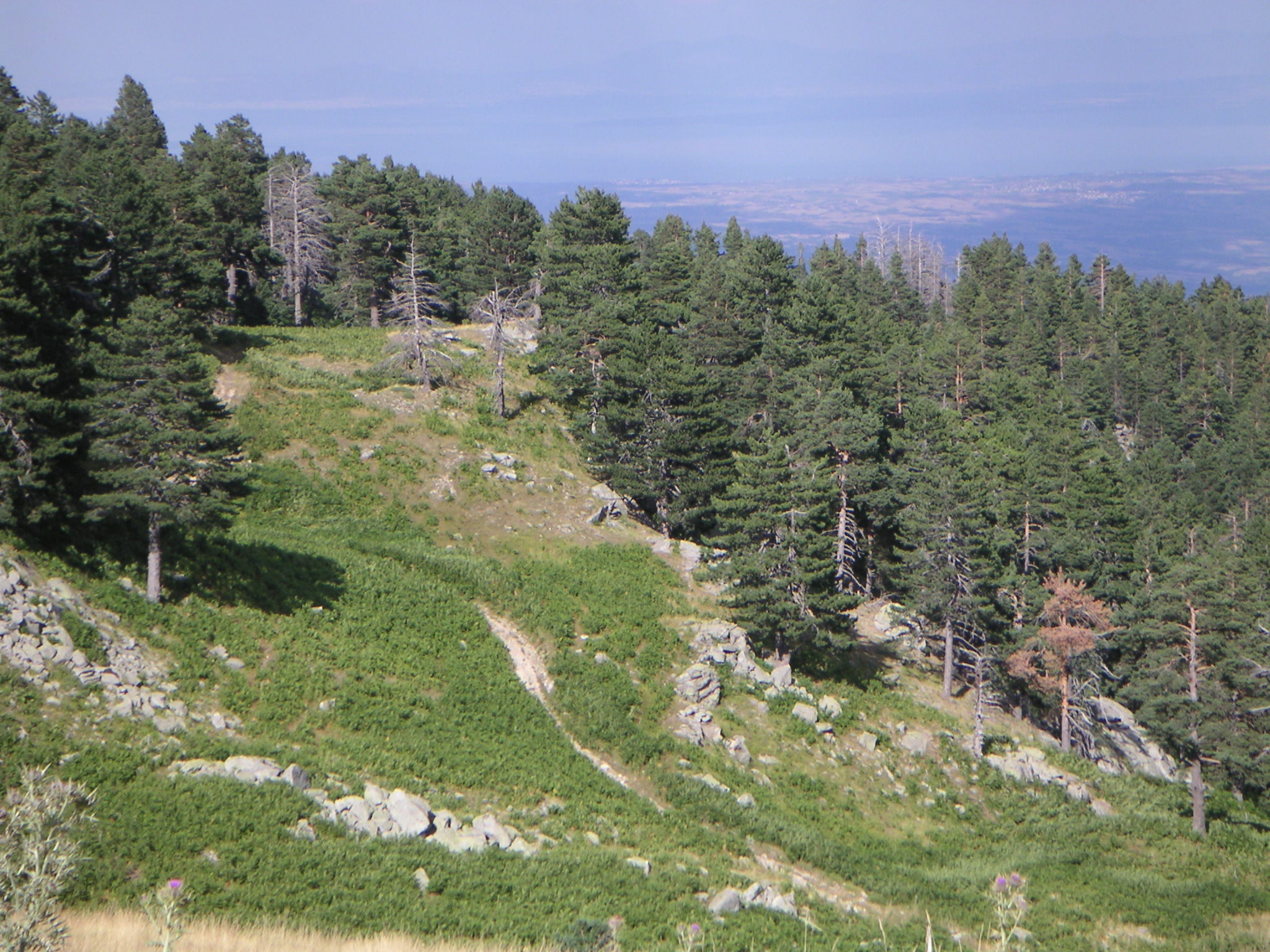
Pieria-Gebirge in der Umgebung von Sarakatsana

Die Pieria-Berge (griechisch Πιέρια Όρη, in slavischen Sprachen Schapka Planina, Шапка) sind ein Gebirgsmassiv nordwestlich des Olymps. Sie erstrecken sich über die Regionalbezirke Imathia, Pieria und Kozani.
Die Pieria-Berge sind ein ausgedehntes, stark bewaldetes Massiv. Sie sind nicht durch ihre Höhe bedeutend, sondern stechen durch Schönheit und Zahl ihrer Gipfel und die Einsamkeit der Wälder heraus. Der höchste davon ist der Flambouro (Φλάμπουρο) mit 2188 m Höhe.

## Geographie
Das Gebirge erstreckt sich von Norden nach Südosten über die Regionalbezirke Imathia, Pieria und Kozani. Im Norden ziehen sich die Ausläufer in die Ebene von Thessaloniki. Sie enden bei Vergina, Sykia (Συκιά) und Livadi. Nach Westen hin geht das Gebirge über in die Eben von Katerini, während sich im Süden der Olymp und das Titaros-Massiv anschließt. Der Petriotikos-Bach bildet die Grenze zum Massiv des Olymps. Westlich davon erhebt sich das Titaros-Massiv mit einer maximalen Höhe von 1839 m. Sowohl Titaros als auch Pieria-Berge werden nach Norden durch das Tal des Aliakmonas begrenzt.
Der höchste Gipfel ist der Flambouro zwischen den Dörfern Katafygio in der Gemeinde Velvendos und Fteri in der Gemeinde Katerini mit einer Höhe von 2188 m. Weitere Gipfel sind: Tourla (Τούρλα, 2104 m), Avdella (Αβδέλλα, 2049 m), Arvanitis (Αρβανίτης, 2023 m), Plaka (Πλάκα, 1938 m), Chteni (Χτένι, 1791 m) und die Pende Pyrgi (Πέντε Πύργοι, 1710 m).
Unterhalb des Flambouro befindet sich auf 2049 m Höhe die Hochebene Koryfi Avdela (Οροπεδιο-Κορυφή Αβδέλα).
Das Pieria-Gebirge ist als Natura 2000 Schutzgebiet ausgewiesen.

## Verkehr
Auf einer kurvenreichen Strecke durchquert die Ethniki Odos 3 das Gebirge. Sie führt vom Südufer des Aliakmonas-Stausees, von Servia nach Süden bis Elassona.

## Pflanzenwelt
Das Gebirge ist bekannt für die Vielfalt an Pflanzen, hauptsächlich in den laubwerfenden Wäldern, aber auch durch seltene Feldblumen, wie zum Beispiel Knabenkraut. Die Wälder bestehen hauptsächlich aus Buchen, Eichen und Edelkastanien, Schwarzkiefern und Kiefern, sowie Griechischen Tannen in den höheren Lagen.

## Mythologie
Die antike Mythologie erzählt davon, dass die „Neun Pierischen Musen“, Töchter des makedonischen Königs Pieros und der Euippe und begabt mit künstlerischen Fähigkeiten, die Musen zu einem Gesangswettstreit herausforderten. Ihr Gesang füllte das Gebirge und hallte wieder von den Berggipfeln und aus den Schluchten, bis sie von den Helikonischen Musen besiegt wurden. Für diesen Vorwitz wurden sie in misstönende Vögel (Elstern) verwandelt.

## Geschichte
Die ersten namentlich bekannten Bewohner des Gebirges waren die thrakischen Pierer. Von den Temeniden, den makedonischen Königen argivischer Herkunft vertrieben, siedelten sie sich später im östlichen Küstenbereich des Strymon unter dem Pangaion-Gebirge an.
Am nördlichen Fuß des Gebirges finden sich bei der antiken Stadt Aigai die Königsgräber der Makedonen.

### Aerosvit Flug 241
Am 17. Dezember 1997 verlor eine Jakowlew Jak-42 der Aerosvit Airlines beim Landeanflug auf Thessaloniki den Kontakt mit dem Instrumentenlandesystem und stürzte beim zweiten Landeversuch im Pieria-Gebirge ab (40° 13′ 37″ N, 22° 15′ 11″ O). Alle Crew-Mitglieder und Passagiere, insgesamt 70 Personen, starben.

## Tourismus
Bei Elatochori liegt das Elatochori Ski Center, bei Ano Milia (gr. Άνω Μηλιά) der Park Pfad der Liebe (Monopati tis Agapis stin Ano Milia, Το Μονοπάτι της Αγάπης στην Άνω Μηλιά, 40° 14′ 38″ N, 22° 16′ 10″ O).
Wenige Kilometer südlich von Vergina befindet sich das Allerheiligen-Kloster (Iera Moni Agii Pantes, 40° 27′ 13″ N, 22° 19′ 46″ O).